# 曼努埃尔·内格雷特
曼努埃尔·内格雷特·阿里亚斯（西班牙語：Manuel Negrete Arias，1959年3月11日—），墨西哥男子足球运动员，司职中场。他曾代表墨西哥国家队参加1986年国际足联世界杯，结果队伍止步八强赛。